# Metarski sustav jedinica
Metarski sustav jedinica je uređeni skup mjernih jedinica, nastao u Francuskoj 1795. kako bi se stvorio sustav mjernih jedinica "za sva vremena, za sve narode", za razliku od dotadašnjih, koje su se oslanjale na prisilu (autoritet) i često se mijenjale s promjenom vlasti ili vladara. Pokušalo se mjerne jedinice osloniti na prirodne pramjere, odabrati za svaku veličinu po jednu jedinicu, a od nje decimalnim postupkom tvoriti veće i manje jedinice. Za jedinicu duljine odabran je 40-milijunti dio duljine meridijana, nazvan metar (ustvari započelo se s 10-milijuntim dijelom duljine meridijana koji is sjevernog pola ide do ekvatora i prolazi kroz Pariz), a iz njega slijedi jedinica ploštine četvorni metar i jedinica obujma kubni metar. Za jedinicu mase (tada se nazivala težinom) odabrana je masa kubnoga centimetra vode, nazvana gram, a naknadno se ustalila tisuću puta veća jedinica, kilogram. Iz decimalnih jedinica Metarskoga sustava razvile su se i neke jedinice s posebnim nazivima, na primjer ar, hektar, litra, tona.
Metarski sustav jedinica razvijao se i proširivao tijekom 19. stoljeća, pojedine su jedinice dobivale posebne nazive (amper, om, volt, vat i druge), a iz njega je 1901. nastao Giorgijev sustav ili MKSA-sustav, osnovan na jedinicama metar, kilogram, sekunda i amper, iz kojega se razvio današnji Međunarodni sustav jedinica.

## Međunarodni sustav mjernih jedinica
Međunarodni sustav mjernih jedinica ili Međunarodni sustav jedinica (skraćeno SI prema francuskom nazivu Système International d'Unités) je sustav mjernih jedinica čija je uporaba zakonom propisana u svim državama svijeta osim SAD-a, Liberije i Mjanmara.
Mjerne jedinice u međunarodnom sustavu se definiraju u Međunarodnom uredu za mjere i utege (fr. Bureau International des Poids et Mesures) sa sjedištem u Sévresu kraj Pariza. Ured je osnovan 1875., kada je 17 država potpisalo Dogovor o metru (fr. Convention du Mètre).
U Hrvatskoj je Međunarodni sustav uveden u uporabu 1. siječnja 1981., čime su neke do tada korištene jedinice postale nezakonite.
Jedinice Međunarodnog sustava (jedinice SI) se dijele na:
- osnovne jedinice SI
- izvedene jedinice SI s posebnim nazivima i znakovima
- izvedene jedinice SI bez posebnih naziva i znakova

Kategorija dopunskih jedinica u kojoj su bili radijan i steradijan ukinuta je 1995., čime su te jedinice postale izvedene jedinice SI s posebnim nazivima i znakovima.